# Detlev Kreikenbom
Detlev Kreikenbom (* 16. Juni 1951 in Berlin) ist ein deutscher Klassischer Archäologe.
Detlev Kreikenbom studierte an der Universität Kiel, der Freien Universität Berlin sowie der Universität Rom Klassische Archäologie, Alte Geschichte und Kunstgeschichte. Er wurde 1987 in Kiel bei Konrad Schauenburg mit der Arbeit Griechische und römische Kolossalporträts bis zum späten ersten Jahrhundert nach Christus promoviert. Danach war er Mitarbeiter im Liebieghaus in Frankfurt am Main, später in der Schirn Kunsthalle Frankfurt. Seit 1991 war er zunächst Lehrbeauftragter, von 1992 bis 1995 Gastprofessor am Winckelmann-Institut der Humboldt-Universität zu Berlin. 1996 war er als Gastprofessor an der Universität zu Köln. Von 1998 bis zu seinem Eintritt in den Ruhestand 2018 lehrte er als Professor an der Universität Mainz.
Kreikenboms Forschungsschwerpunkte sind die griechische und römische Plastik sowie die Rezeption antiker Plastik in der Neuzeit und die Fach- und Forschungsgeschichte. Feldforschungen führt er in Leptis Magna durch, zudem ist er Projektleiter des Projektes Roman Sculptures from Syria. Kreikenbom ist Korrespondierendes Mitglied des Deutschen Archäologischen Instituts.

## Schriften
- Bildwerke nach Polyklet. Kopienkritische Untersuchungen zu den männlichen statuarischen Typen nach polykletischen Vorbildern. „Diskophoros“, Hermes, Doryphoros, Herakles, Diadumenos (= Schriften des Liebieghauses). Mann, Berlin 1990, ISBN 3-7861-1623-7.
- Griechische und römische Kolossalporträts bis zum späten ersten Jahrhundert nach Christus. (= Jahrbuch des Deutschen Archäologischen Instituts. Ergänzungsheft 27). de Gruyter, Berlin u. a. 1992, ISBN 3-11-013253-2.
- als Herausgeber: Arabische Christen – Christen in Arabien (= Nordostafrikanisch-westasiatische Studien. Bd. 6) Lang, Frankfurt am Main u. a. 2007, ISBN 978-3-631-55040-3.
- Lepcis Magna unter den ersten Kaisern (= Trierer Winckelmannsprogramm 22). Harrassowitz, Wiesbaden 2011, ISBN 978-3-447-06558-0.
- mit Johannes Lipps und Jonas Osnabrügge: Die Mainzer Salus. Gesellschaft und Stadtkultur im Norden der Germania Superior (= Material Appropriation Processes In Antiquity. Band 3). Reichert, Wiesbaden 2023, ISBN 978-3-7520-0795-4.